# Cuarta ola del feminismo en España

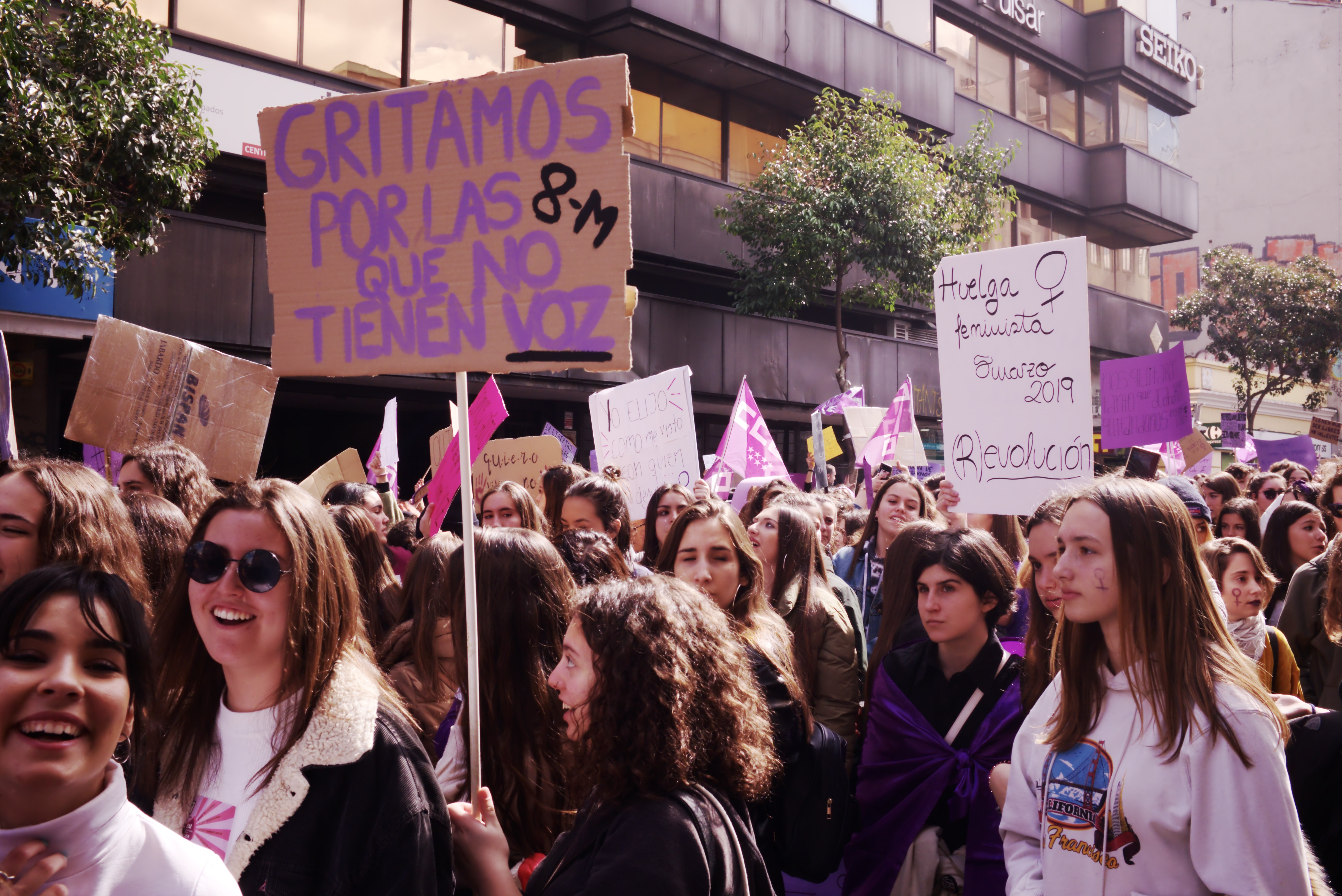
Manifestación del 8 de marzo de 2019 en Madrid, España.

La cuarta ola del feminismo en España se inició a raíz de una serie de movilizaciones contra la violencia sexual y la desigualdad de género, que alcanzaron su punto álgido en las marchas del 8-M de 2018.
Esta ola se caracterizó por la importancia de la movilización por canales digitales, que propició un recambio generacional en el movimiento, y por sus vínculos con movimientos internacionales como MeToo y Ni una Menos. Sus demandas alcanzaron una visibilidad mediática, social y política inédita para el feminismo en el país, alcanzando un alto grado de transversalidad. En 2019, España era el tercer país con más personas identificadas como feminista en el mundo, superando a partir de 2023 la mitad de la ciudadanía.
La centralidad de la violencia sexual en la agenda de la ola estuvo fuertemente influida por casos como el de Diana Quer o, particularmente, el de la Manada, así como iniciativas como el hashtag #Cuéntalo y la marcha del 25-N. No obstante, el movimiento abarcó una variedad de temas, desde reivindicaciones clásicas como la paridad económica y salarial o el derecho al aborto seguro (por el que se convocó el Tren de la Libertad en 2014) a cuestiones como el trabajo doméstico y los cuidados, la interseccionalidad, la diversidad de cuerpos, el machismo institucional y las reivindicaciones de las mujeres racializadas.
En esta ola conceptos como empoderamiento, micromachismo, techo de cristal, mansplaining o corresponsabilidad alcanzaron una importante popularidad y permearon al uso cotidiano de la lengua. Asimismo, hubo numerosos ensayos best-sellers, como Todos deberíamos ser feministas de Chimamanda Ngozi Adichie, Los hombres me explican cosas de Rebecca Solnit, El género en disputa de Judith Butler o Teoría King Kong de Virginie Despentes. Asimismo, se recuperaron numerosas figuras como iconos feministas, tales como Simone de Beauvoir o Frida Kahlo, y surgió un ecosistema de divulgadoras en redes sobre feminismo.
Las demandas del movimiento ocuparon un lugar central en la agenda política de los años 2017 a 2020, y se tradujeron en la aprobación de medidas como el Pacto de Estado contra la violencia de género, una nueva ley del aborto y la Ley del solo sí es sí. Las movilizaciones sufrieron un progresivo descenso a raíz de la pandemia del covid-19, la aparición del feminismo transexcluyente y el auge de contenidos antifeministas y el partido Vox, si bien una mayoría de la ciudadanía sigue identificándose como feminista.

## Contexto de las diversas olas
En gran medida, el estudio de feminismo utiliza modelos de discurso anglosajones. Según académicas italianas tales como Rosi Braidotti, y Paola di Cor, este modelo puede plantear problemas en el contexto del feminismo mediterráneo puesto que ignora la idiosincrasia cultural concreta de las mujeres de esta región. Para contrarrestar esto, Pomata sugiere profundizar en el contexto sociohistórico para poder situar correctamente este feminismo en un contexto global más amplio. Estos modelos son particularmente problemáticos en el contexto español porque no tienen en cuenta la naturaleza del franquismo, que trató de purgar cualquier elemento identitario de la mujer en la sociedad a través de la asimilación forzada legitimada por el miedo y la violencia. Resulta complicado encontrar situaciones comparables a nivel internacional. La primera ola del feminismo anglosajón es la segunda ola para las feministas europeas y hispanoamericanas. La segunda ola americana y el feminismo británico son también la tercera ola para las europeas y las hispanoamericanas.
El feminismo español pasó por varias olas en el periodo franquista. Hablando en términos generales, se diferencian una primera ola del feminismo, que se extendió desde mediados del siglo XIX hasta 1965; una segunda ola, de 1965 a 1975; y una tercera ola, de 1975 a 2012. La cuarta ola del feminismo empezaría a mediados de los años 1990. Al tratar de identificar olas en relación con el trabajo de importantes feministas españolas que han tratado la cuestión tales como Amelia Valcárcel, en cierto modo la cuarta ola española puede representar de hecho una quinta ola internacional, y no una cuarta.

### Primera ola

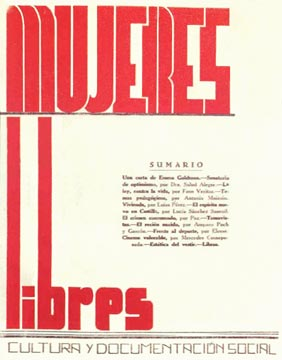
La primera edición de Mujeres Libres, revista publicada por la organización del mismo nombre. La organización sería un importante grupo feminista de la primera ola española durante la Guerra Civil.

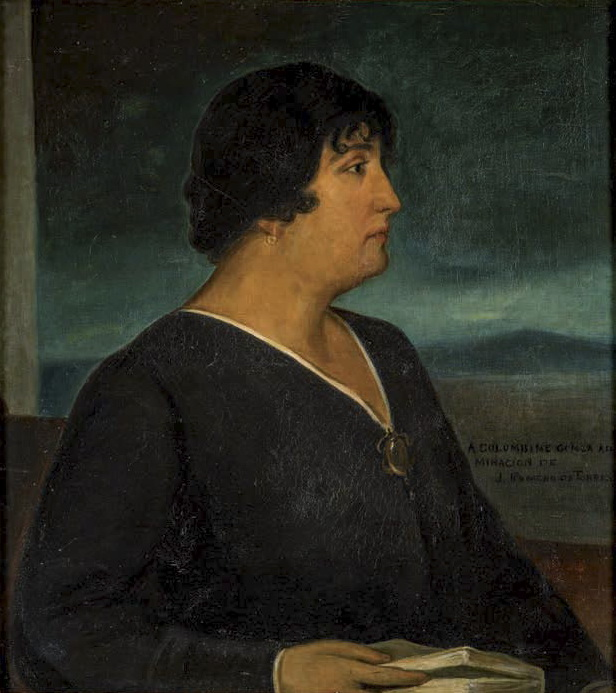
Retrato de Carmen de Burgos en 1917. Margarita Nelken, María Martínez Sierra, Carmen de Burgos y Rosalía de Castro fueron todas ellas importantes escritoras de antes de la República que influyeron en el pensamiento feminista en España.

La primera ola del feminismo español eran mujeres que ayudaban a otras mujeres a mejorar sus vidas. La primera ola feminista española partió del siglo xviii con la Ilustración y la Revolución francesa. A pesar de la naturaleza revolucionaria de la Segunda República española y de la guerra civil española en lo que se refiere a los derechos de mujeres, ninguna de las dos supuso un cambio fundamental en las actitudes de la sociedad española hacia las mujeres. El patriarcado continuó jugando una función primordial en las vidas de las mujeres españolas durante ambos periodos, y posteriormente durante el franquismo. Tras el fin de la Guerra Civil española, muchas de las principales feministas españolas se vieron forzadas al exilio. Las feministas del periodo franquista estaban divididas por edad y en función del frente elegido durante la Guerra Civil. Los dos grupos fundamentales eran las mujeres nacidas entre 1910 y 1930, y aquellas nacidas entre 1930 y 1950. Las mujeres Republicanas nacidas entre 1910 y 1930, a menudo se vieron forzadas a someterse como nunca antes lo habían hecho, y muchas de ellas fueron perseguidas por el régimen. El feminismo y el socialismo continuaron teniendo una relación bastante tensa durante el periodo inicial del franquismo.

### Segunda ola
La segunda ola del feminismo español giró en torno a la lucha por los derechos de mujeres en el contexto de la dictadura. El PCE empezó en 1965 a promover este movimiento con el Movimiento Democrático de Mujeres, creando una orientación política feminista en torno a la solidaridad con las mujeres y a la asistencia a figuras políticas encarceladas. El MDM lanzó un movimiento en Madrid a través del establecimiento de asociaciones de amas de casa de Tetuán y Getafe en 1969. En 1972, se creó la Asociación Castellana de Amas de Casa y Consumidoras que fue creada para ampliar la capacidad de atraer miembros. Durante los años 1960, España fue testigo de un cambio generacional en el feminismo en respuesta a otros cambios que iban teniendo lugar en la sociedad española. Ello incluye la existencia de un mayor contacto con ideas extranjeras a raíz de la emigración y el turismo, de mayores oportunidades en educación y laborales para las mujeres y de importantes reformas económicas. El feminismo en el periodo franquista tardío y en el momento inicial de la transición no estaba unificado. Tenía muchas dimensiones políticas diferentes. Estos variables movimientos coincidían en su creencia de que se necesitaba mayor igualdad para las mujeres en España y la defensa de sus derechos. El feminismo pasó de ocuparse del individuo a ocuparse de la colectividad. Fue durante este periodo cuando llegó a España la segunda ola del feminismo. Las feministas españolas de la segunda ola se movilizaron en torno a tres cuestiones principales: el acoso sexual, la prostitución y la agresión sexual. Las mujeres se sentían reprimidas porque se las consideraba como partes intercambiables de un contrato social centrado en torno a la marca del deseo. Las feministas de la cuarta ola se han basado en las de la segunda ola en su intento de reclamar sus cuerpos. Esto incluye plantearse aspectos tales como la importancia de belleza y del acoso sexual. Las feministas de la cuarta ola reclaman sus cuerpos insistiendo en que no tolerarán arte o entretenimiento que sugiera que en la alta cultura las mujeres juegan únicamente un rol secundario. Esto incluye el ser únicamente objetos de belleza o víctimas de violación, en roles que exaltan la cultura machista.

### Tercera ola

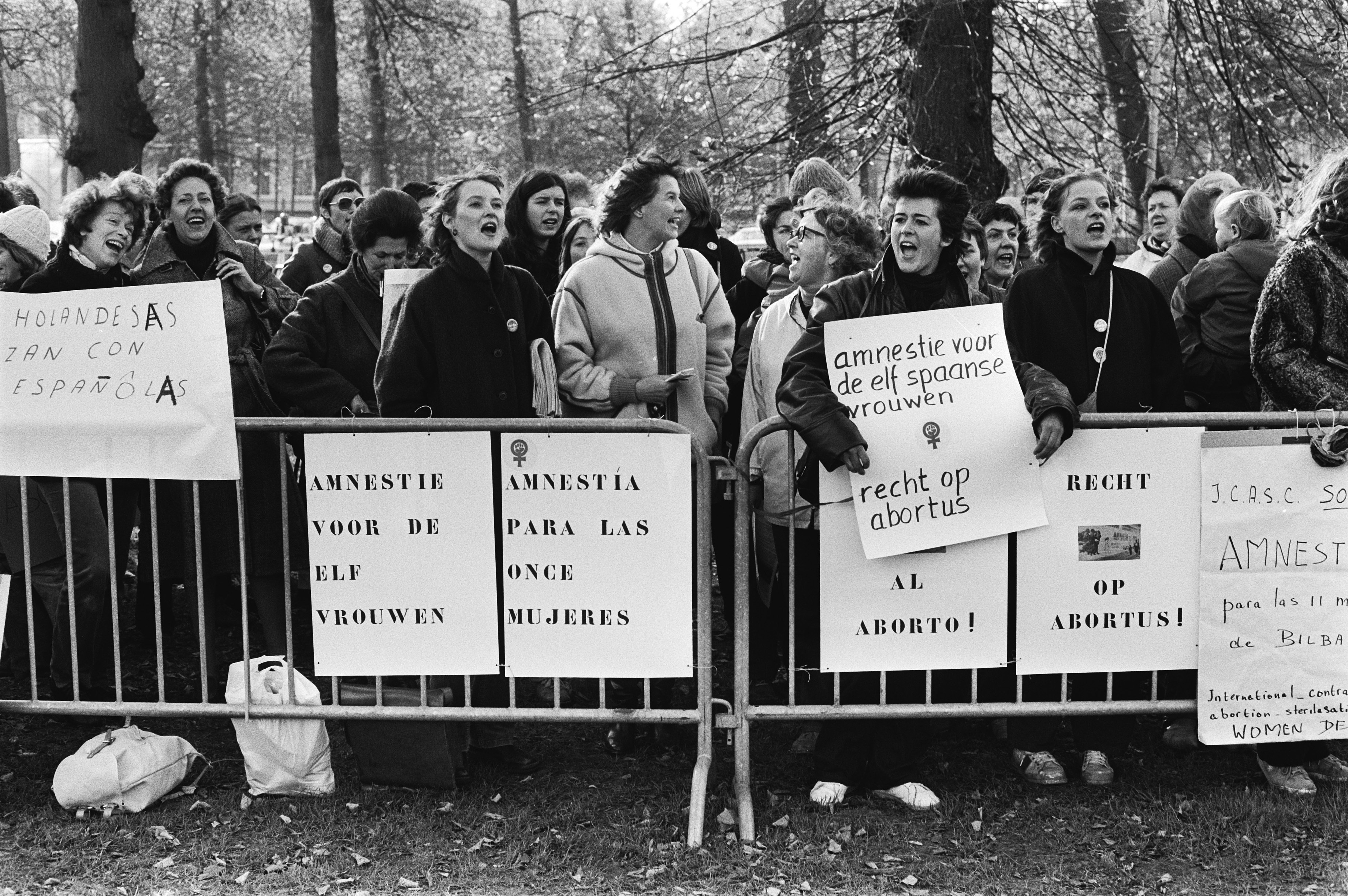
Manifestación de mujeres delante de la embajada española en La Haya en contra de los procesos sobre el aborto en España en 1979. En aquella época, las mujeres podían ser encarceladas por abortar.

La muerte de Franco precipitó el inicio de la tercera ola feminista. Como en muchos otros países occidentales, este movimiento definía el feminismo como un movimiento social, político y cultural. La tercera ola española del feminismo fue el resultado de importantes debates entre mujeres de izquierdas y asociaciones políticas dominadas por hombres cada vez más implicadas. Esta nueva ola feminista era a la vez similar y notablemente distinta de su contraparte americana al ser más explícitamente socialista y políticamente centrada en la clase. La tercera ola del feminismo español se centró en la autonomía de mujeres para definir sus propias prioridades y estrategias. La organización más importante en la historia temprana de esta tercera ola fue el Frente de Liberación de la Mujer, que fue fundado en 1976 en Madrid. Otro grupo de mujeres feministas de esta tercera ola fundaron el Partido Feminista (PF) y el Seminario Colectivo Feminista, una organización fundada en 1976 como resultado de una escisión dentro del PF. Según Amelia Valcárcel, "Sin un pasado feminista reconocible, habiendo padecido como el país entero la ablación de memoria, nos suministramos con fuentes diversas pero ello nos ayudó a no perder de vista la magnitud de los objetivos que afrontábamos." El proceso del feminismo de la tercera ola a menudo partía de la autocrítica. Este proceso casi destruyó el feminismo como movimiento en España.

## Temas
Las autoras feministas españolas Pilar Aguilar, Luisa Posada, Rosa Cobo y Alicia Miyares están de acuerdo con que el feminismo español ha pasado a la cuarta ola. Esta cuarta ola del feminismo español, que existía a partir de los años 1990, tiene sus raíces en la violencia sexista y machista ejercida sobre los cuerpos de mujeres, y las respuestas de las mujeres frente a esto. Conseguir la igualdad se enmarca en torno a terminar con dicha violencia contra las mujeres. 
La cuarta ola del feminismo gira en torno a la participación digital en espacios virtuales, promoviendo el debate y utilizando la fuerza colectiva para generar el cambio. La cuarta ola feminista está fragmentada y no es monolítica. Ello ha forzado al movimiento a convertirse en un espacio en el que las feministas deben comprometerse a debatir con otras y a intercambiar puntos de vista mientras todo el mundo trabaja para vencer al sistema patriarcal. La cuarta ola del feminismo postula que cuando se consigan los derechos, necesitan consolidarse para asegurar que el estado mantenga las protecciones necesarias para las mujeres y políticas de igualdad en torno a la salud, la educación y la violencia contra mujeres. El feminismo español de la cuarta ola se alimenta tanto del feminismo de igualdad como del feminismo institucional. La fragmentación en el movimiento feminista que llevó al comienzo de la cuarta ola ha hecho que en ocasiones se le denomine pos-feminismo o feminismo posestructuralista.
El feminismo es plural. El feminismo nunca ha sido sobre un movimiento singular, ni una ideología singular ni monolítico. La cuarta ola del feminismo abarca muchas corrientes incluyendo el ecofeminismo, el transfeminismo, el feminismo de la diferencia, el feminismo de la igualdad, el feminismo liberal, el feminismo radical, el feminismo individualista, el feminismo islámico, el feminismo gitano, el feminismo lésbico y el feminismo poscolonial. Permite nuevos puntos de vista y enfoques diferentes de cara a solucionar los problemas. La cuarta ola del feminismo, como otras olas anteriores, no trata de la existencia de una única ideología ni entidad ni colectivo. Se trata de trabajar juntas en grupos colectivos para conseguir el objetivo común de acabar con la violencia contra mujeres para que las mujeres libres puedan elegir el camino que deseen; se trata de un compromiso mutuo con otras mujeres y de apoyar a otras mujeres.
La cuarta ola del feminismo lucha contra los sistemas patriarcales, denunciando la violencia contra las mujeres y la discriminación y desigualdad a que se enfrentan estas. Se trata de conseguir la igualdad real y efectiva entre mujeres y hombres. Atrae a muchas mujeres jóvenes hacia esta ideología y a entrar en acción. La cuarta ola del feminismo es sobre las mujeres rediseñando las líneas en torno a su zona de confort y sus preferencias cuándo hablamos de cuestiones que se hacen a sus cuerpos.

### Violencia contra mujeres
Una de las cuestiones más unificadoras de la cuarta ola del feminismo español es la violencia sexual. Sara Berbel dice que el patriarcado condona la violencia sexual contra mujeres, como manera de forzar a las mujeres para que vuelvan a casa. La violencia de género, la violencia machista y la violencia sexista se utilizan como sinónimos entre las feministas españolas para definir la violencia ejercida por hombres contra sus compañeras mujeres, ya sean sus novias, exnovias, esposas o exesposas. La cuarta ola feminista define el machismo de diferentes maneras. Anabel Sanz, que forma parte de la asociación Feminista Alde!, lo define de la siguiente manera "el feminismo, más que lo opuesto del machismo, es lo que se opone al machismo."
Esta cuestión es importante dada la prevalencia de este tipo de violencia en la sociedad española. Un estudio de 2019 descubrió que el 15.5% de todas las mujeres de Aragón habían sido víctimas de abuso sexual, agresión sexual o acoso. De las 103.000 mujeres de la región, la mayoría no habían cumplido los 30 años. El 45% de los incidentes tuvieron lugar en la casa, un 20,3% en el lugar de trabajo de la mujer y un 19% en lugares públicos. El 38% de estos actos fueron cometidos por el marido, novio o pareja, el 17,7% por un compañero de trabajo, el 16,5% por un amigo o conocido, el 15,2% por un desconocido y el 10,2% por el padre, padrastro u otro miembro familiar inmediato de género masculino. Frente a estos datos, el 40% de los hombres en Aragón creen que tal violencia es rara o inexistente. En el caso de agresión sexual, el 77,2% de las mujeres no acudieron a las autoridades para informar el delito. En el 88.6% el agresor no tuvo que responder por el delito. Sólo el 51,9% de mujeres aragonesas reciben apoyo de sus amigos o familiares después de sufrir un asalto de carácter sexual. Las mujeres no informan por miedo, ya sea miedo de no ser creída o miedo de quedar expuesta o de ser cuestionada, por falta de confianza en que el sistema judicial las tratará de forma justa o por miedo de que el sistema judicial las atacará por haber informado del delito.
Desde 2003, más de 1000 mujeres españolas fueron asesinadas por sus parejas. En 2004, 74 hombres fueron condenados por matar a sus parejas de género femenino. En 2018, 47 hombres fueron condenados por matar a sus parejas.
Esta cuarta ola considera importante escuchar la opinión de los hombres. La violencia sexual y la agresión sexual tan sólo podrán ser vencidas en España si los hombres cuestionan el modelo tradicional de masculinidad española que considera que esto es aceptable. La cuarta ola del feminismo considera a los hombres que guardan silencio como cómplices silenciosos. Según la presidenta de la Federación de Mujeres Progresistas Yolanda Besteiro, "Sin hombres, no podemos avanzar en igualdad; es necesario que se impliquen para hacer más fáciles las vidas de las mujeres hacer que no sean más complicadas por el simple hecho de ser mujeres." La periodista Irantzu Varela señala que, "las alegaciones falsas de violencia sexista son de un 0,0075% frente a las 130.000 quejas que existen". Continúa diciendo que, "en 2017, el Consejo General del Poder Judicial no pudo demostrar ni una sola denuncia falsa en violencia de género, cuando, por ejemplo, en los casos de robo con violencia rondan el 30 %." Varela opina que la percepción que existe de que esto es un problema es resultado de la gente que "hacer pasar por denuncias falsas todas aquellas que no acaban en sentencia firme, lo cual no se sostiene ni lógicamente ni jurídicamente."
El 25 de noviembre de 2018, un gran número de mujeres tomaron a las calles de toda España para protestar contra la violencia patriarcal.

### Prostitución y abolicionismo
La cuarta ola del feminismo también se caracteriza por el rechazo de la prostitución. En España, la prostitución ha crecido de manera significativa a raíz de la globalización y de la trata de personas. La filósofa Alicia Miyares considera que esto ha convertido la prostitución en una nueva forma de explotación, tratando los cuerpos de las mujeres como mercancías sobre las que los hombres han tomado el control. La defensa de la prostitución se considera como forma de apoyo del neoliberalismo; las feministas de la cuarta ola entienden que estas defensas capitalistas de la prostitución como fuerzas del mercado libre ignoran la realidad de que muchas mujeres que están en el mundo de la prostitución carecen de la capacidad para elegir libre y personalmente sobre su participación en el mercado como prostitutas.

### Pornografía
La cuarta ola del feminismo sigue a la segunda ola en este aspecto y se opone a la pornografía. Ángeles Álvarez dijo, "Si no permitimos que la población pueda ser envenenada con productos químicos tóxicos, ¿por qué les permitimos entonces que se envenenen con contenidos audiovisuales tóxicos?".

### Aborto
El Consejo de Ministros anunció un plan el 14 de mayo de 2009 para cambiar las leyes de aborto en España, permitiendo a las mujeres que abortaran sin necesidad de justificación hasta la semana 14, o por razón de malformación del feto o riesgo para la salud física o mental de la madre hasta semana 22. La mayoría de edad para decidir sobre el aborto se estableció en 16 años, dejando claro que ninguna mujer podría ser enviada a prisión por haber abortado. La propuesta fue aprobada por el pleno del Congreso el 17 de diciembre de 2009 por 184 votos a favor y 158 en contra. Posteriormente fue aprobada por el Senado el 24 de febrero de 2010, con 132 votos a favor, 126 en contra y 1 una abstención.

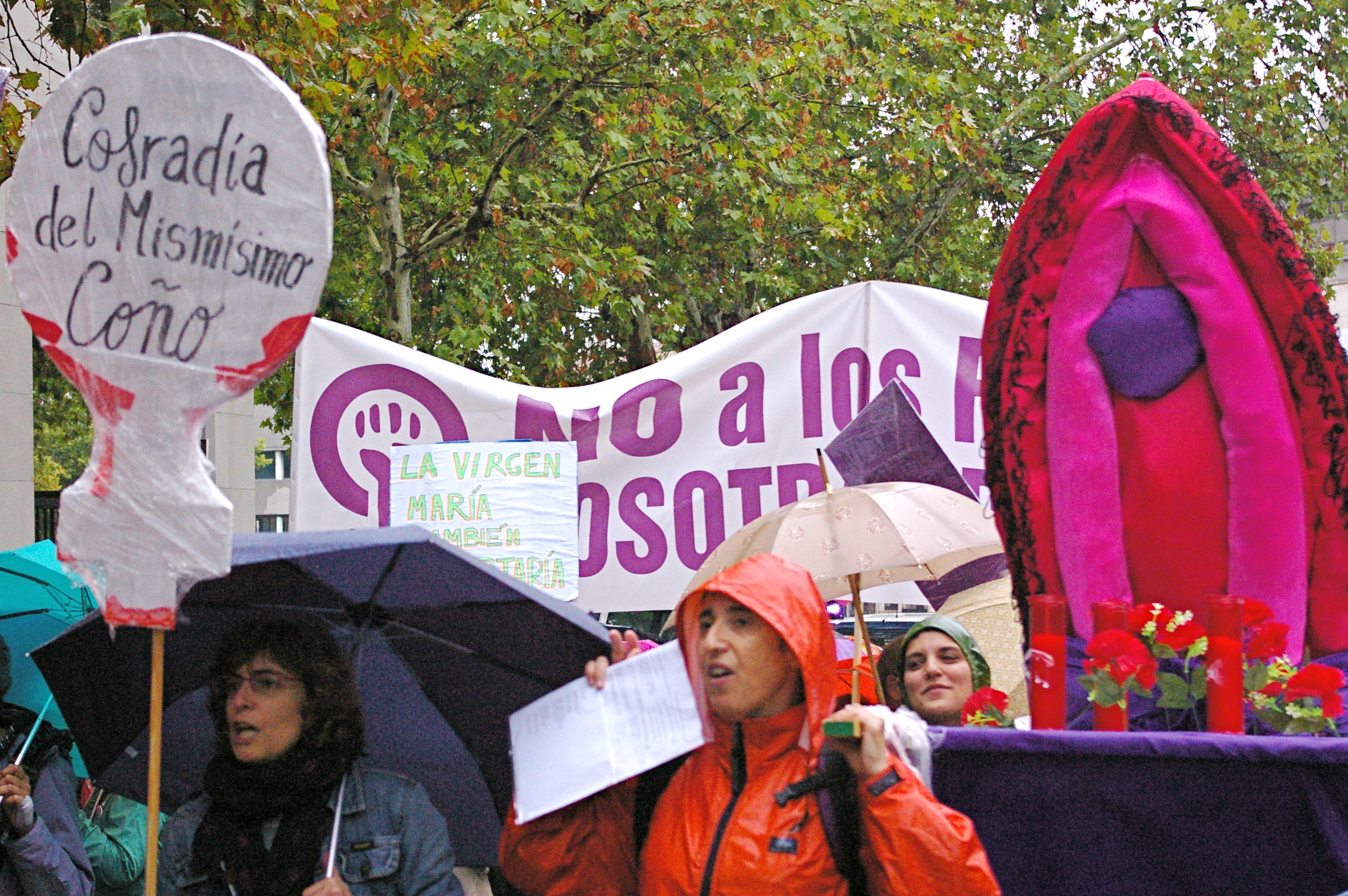
Protesta a favor del aborto libre en Madrid, España, 28 de septiembre de 2012. "Decidir nos hace libres. Fuera el aborto del -Código Penal."

En 2012, las feministas españolas celebraron por primera vez el Día Global por el Acceso al Aborto Legal y Seguro. El día había sido creado en Latinoamérica durante los años 1990. La manifestación tuvo lugar en el contexto de un esperado anuncio por parte del ministro de Justicia del Partido Popular Alberto Ruiz-Gallardón que anunció sus planes para volver a introducir restricciones al aborto que lo devolverían a la situación que existía antes de su legalización en 1985. Las protestas tuvieron lugar en Barcelona y Madrid. La manifestación de Madrid fue organizada por la Comisión de Feminismos de 15-M, duró dos horas con una marcha que se desarrolló desde la Puerta de Toledo hasta la Puerta del Sol. La portavoz del acontecimiento Luisi Acevedo dijo sobre el mismo, "Al contexto político y económico que han creado, el Gobierno agrega también la cuestión ideológica que responde a intereses de partidos y movimientos ultraconservadores. Quieren volver a ponernos en el papel de la mujer tutelada, pero queremos decirles que somos sujetos con capacidad para decidir sobre nuestra vida. [...] El aborto no es un delito, es un derecho y tiene que estar fuera del Código Penal y dentro de la red sanitaria pública."

### Las voces de las mujeres
Una preocupación específica de las feministas españolas de la cuarta ola es la credibilidad de la opinión de las mujeres. La supuesta carencia de credibilidad de las mujeres que hablan sin reservas pone a las mujeres en una situación de desventaja cuándo informan sobre situaciones de acoso sexual, violencia de género o agresión sexual. Esta falta de credibilidad se considera por parte de las feministas de la cuarta ola como un elemento que pone en peligro las vidas de las mujeres; se ven incapaces de dirigirse a las instituciones públicas en busca de protección. Las mujeres han tratado de hacerse oír y alzar sus voces como parte de esta ola.
El poder judicial a menudo no confía en las mujeres. Según Varela, esto es porque "considera que tenemos que demostrar que nos hemos defendido con uñas y dientes" o que incluso "tenemos que ir con la cabeza debajo del brazo para que nos crean que nos han agredido".

### Maternidad y paternidad
La cuarta ola del feminismo español se ha centrado en la necesidad de que exista igualdad de derechos entre la maternidad y la paternidad. La razón de ser es que si los padres tienen los mismos derechos que las madres, ello facilitará el acabar con barreras culturales que sugieren que las mujeres deberían permanecer en casa y cuidar de los niños. Posibilita económicamente que los hombres puedan implicarse en la paternidad desde el inicio, ya sea a partir del nacimiento o de la adopción.
El 90% de los jueces y fiscales españoles que solicitan la baja de maternidad son mujeres.

### Los vientres de alquiler
En España, el término más común para la práctica por la que una mujer gesta un bebé para otra persona o pareja es el de "vientre de alquiler". Documentos del gobierno utilizan diversos términos, desde "vientre de alquiler", a "maternidad subrogada" o "gestación por sustitución". En los medios el uso depende de sus afinidades políticas, así el periódico ABC utiliza "vientre de alquiler" con mayor frecuencia y El Mundo en cambio utiliza "gestación subrogada".
Las feministas españolas de la cuarta ola rechazan el término "subrogación". Consideran esta práctica como una mercantilización del cuerpo de la mujer en beneficio del hombre. Lo ven como elemento de apoyo de la pobreza globalizada, que está muy feminizada, por cuanto deja pocas opciones a las mujeres pobres en países en desarrollo, que necesitan vender sus cuerpos en beneficio del más rico, objetivizando sus cuerpos en el contexto de una cultura consumista global.
En abril de 2017, se fundó la organización feminista Stop Vientres de Alquiler. A través de su presencia en diversas redes sociales, cuenta en la actualidad con más de 10.000 seguidores. Su objetivo es animar al gobierno español para que prohíba los vientres de alquiler, concienciando sobre la promoción de la violencia contra mujeres, niñas y niños. Ven la práctica comercial y altruista de los vientres de alquiler como una exaltación de la paternidad que ignora el valor de madres. En septiembre de 2018, las feministas consiguieron que el Circle Surrogacy cancelara un evento que se iba a celebrar en el Hotel Sercotel Sorolla Palace en Valencia. A pesar de la cancelación, las feministas se concentraron delante del hotel para concienciar sobre el asunto y por qué consideran que los vientres de alquiler no deberían estar permitidos en España.
La cuestión de los vientres de alquiler fue parte del debate durante las elecciones generales españolas de 2019. Ciudadanos se convirtió en el partido político español más importante en su apoyo a esta práctica, con su dirigente Albert Rivera defendiendo que se trata de una práctica feminista. La candidata del partido a alcalde de Madrid Begoña Villacís dijo, "Es feminista todo lo que implica la ausencia de padres. Yo reivindico mi autonomía. El Estado no puede ser mi padre y decirme qué puedo hacer y qué no con mi cuerpo. Puede poner cautelas, pero no decirme qué es lo que puedo hacer. [...] Es tan extrema una cosa como la otra: los que te dicen que no puedes abortar, como los que te dicen que no puedes gestar." La portavoz del PSOE Purificación Causapié contestó a esto señalando que "El empeño de Albert Rivera por explicarnos qué es más o menos feminista tiene un trasnochado olor a machismo." La portavoz del PSOE en el Parlamento Adriana Lastra dijo, "Hoy Rivera nos explica lo que es el feminismo. Según él, es esto".

### Paridad económica y salarial
El grupo con sede en Barcelona 50a50 y la iniciativa #Onsónlesdones fueron algunos de los movimientos feministas de la cuarta ola que se están ocupando de los problemas relativos a la paridad salarial a la que enfrentan las mujeres. Son similares al movimiento Lean In de Sheryl Sandberg.
Cuando los hombres y las mujeres hacen el mismo trabajo, tienen que ganar el mismo salario. Cuando esto no sucede es posible acudir a los tribunales. En España, la brecha salarial de género es más el resultado de la feminización de determinados trabajos, que tienen asignados salarios más bajos. La investigadora de la UPV Jule Goikoetxea señala a modo de ejemplo la industria minera, dominada por hombres, frente a la industria de la limpieza, dominada por las mujeres: "Eso no implica que, si un hombre trabaja en la limpieza, cobre más que una mujer. Pero, al ser un sector feminizado, resulta que la inmensa mayoría de las trabajadoras de este sector peor remunerado son mujeres". Y no, no es casualidad. Al mismo tiempo, muchos trabajos en España que fundamentalmente desempeñan los hombres son trabajos a tiempo completo. Frente a ello, los trabajos que se ofrecen a las mujeres tienden a ser subcontratados, de manera que como resultado de ello las mujeres tienen menos derechos laborales y salarios más bajos. También es habitual que a las mujeres se les ofrezcan más contratos a tiempo parcial que a los hombres, lo que afecta a sus contribuciones a la seguridad social y por lo tanto a su futura pensión de jubilación.  
Un estudio de 2018 descubrió que durante 2017, la brecha salarial de género en España era del 15%.  El 53,2% de los miembros de la profesión legal son mujeres. La mayoría no llega sin embargo a posiciones de liderazgo en estas estructuras. Ninguna mujer era miembro del Consejo General del Poder Judicial (CGPJ) en 2017 o 2018, a pesar de que las mujeres representan más de la mitad de la población española. Esto representa un problema más amplio, ya que se habla de la Constitución española como un punto de inflexión para las mujeres en su acceso a derechos, a pesar de que ninguna mujer participó en el proceso de redacción de la Constitución española de 1978, ni se les consultó sobre cuáles eran sus necesidades ni cómo deberían abordarse en un documento de tanta relevancia. Hasta al menos 2019, las mujeres españolas tampoco han llegado a ser líderes de ninguno de los principales partidos políticos españoles.

## Influencias
Andrea Dworkin ha tenido influencia sobre feministas españolas de la cuarta ola, especialmente durante el período de fines de la década de los '90 y principios de la década de 2000, momento en el que mucha gente asumía que el feminismo como movimiento político en España estaba muerto. En una entrevista realizada en el año 2000, dijo: "En el feminismo no parece haber ningún plan, ninguna organización política. Esa ha sido la mayor brecha entre otras feministas y yo. Creo que el movimiento feminista es un movimiento político, y un movimiento político tiene objetivos y estrategia, y avanza, y a veces sufre derrotas, pero luego continúa. Un gran número de mujeres se sintieron muy bien al descubrir cosas que no habían conocido antes sobre la historia y las vidas de las mujeres, pero no estaban preparadas para decidir estratégicamente qué tenemos que hacer, qué queremos y cómo lo conseguimos".
Además, las feministas de la cuarta ola se inspiran en una serie de textos feministas históricos y modernos. Entre ellos merece la pena mencionar Cómo ser una mujer de Caitlin Moran, Una habitación propia de Virginia Woolf, El segundo sexo de Simone de Beauvoir, Todos deberíamos ser feministas de Chimamanda Ngozi Adichie, King Kong Theory de Virginie Despentes. Todos deberíamos ser feministas se tradujo al español en 2016. Malala Yousafzai y Nawal El Saasawi también son autoras populares entre las feministas más jóvenes de la cuarta ola en España.

## Historia
Durante la década de los '80s, varias figuras conservadoras emergieron alrededor del globo desafiando los avances que habían conseguido las mujeres hasta ese momento. Entre estas figuras cabe destacar por ejemplo a Margaret Thatcher y a Ronald Reagan. Su ideología alimentaría a la extrema derecha décadas más tarde, con figuras tales como Marine Le Pen y Donald Trump, que acusan a las feministas de adoctrinar a las mujeres con lo que ellos llaman ideología de género. Al mismo tiempo, las feministas en Latinoamérica y Europa también habían tenido éxito con algunos de sus objetivos feministas, incluyendo la creación de instituciones públicas que expresamente promueven los derechos de las mujeres o la implicación de las feministas en los gobiernos para promulgar objetivos feministas. A la vez que había bastante optimismo en torno a la creación de estos organismos, también han debilitado en cierto modo los propios movimientos feministas por cuanto el estado se arrogó la implementación de los objetivos feministas.
La cuarta ola del feminismo español comenzó durante la década de los '90s, cuando el feminismo de pintalabios y el feminismo consumista estaban poco a poco desapareciendo. La cuarta ola del feminismo español se fue desarrollando despacio, utilizando Internet como modo de comunicación. Este ola surgió de una generación nueva de mujeres que en gran parte no habían oído hablar de las olas anteriores durante su educación en los colegios, institutos o universidades. La teoría y la historia del feminismo han estado (y continúan estando) ausentes en los planes de estudio de los institutos y las universidades. Adquirieron su conocimiento sobre el feminismo de manera informal, y de esa manera desarrollaron una academia virtual en la que las feministas españolas aprendieron que "lo personal es político". La cuarta ola del feminismo surge como movimiento que se opone a la violencia sexista, a la violencia machista y a la violación.
El movimiento tiene sus raíces en el asesinato de Ana Orantes en Granada el 17 de diciembre de 1997. Ella se atrevió a hablar en los medios de comunicación sobre el abuso que padecía a manos de su marido,apareció en Canal Sur, y fue quemada por su marido en su casa. Esta temprana cuarta ola del feminismo español utilizaba la televisión y los periódicos como su red social fundamental. La muerte de Orantes sacó el tema de la violencia de género del ámbito privado y lo trajo al contexto nacional. Su muerte tuvo como resultado que RTVE cambiara sus políticas sobre cómo se informaba sobre las cuestiones relativas a la violencia de género y a la violencia sexista. Conversaciones similares tuvieron lugar en otras cadenas de televisión y organizaciones de medios de comunicación en todo el país. Los chistes sobre mujeres golpeadas por novios y maridos dejaron de ser aceptables en televisión.
Periodistas de El Mundo, El País e Infolibre estuvieron entre las primeras participantes en España de esta naciente cuarta ola. Desde sus posiciones en los medios de comunicación, comenzaron a hablar de diferentes asuntos, con un foco específico en la violencia sexista, tanto como problema como también en relación con el retrato que los medios de comunicación hacían de la misma. Más tarde empezarían a hablar de los problemas de falta de paridad salarial en España y del techo de cristal para mujeres españolas. Estas periodistas serían también de las primeras en hablar de la necesidad de llevar el activismo a los espacios virtuales. La cuarta ola del feminismo español trata precisamente de reclamar la palabra mujer, así como la importancia de los órganos sexuales y reproductivos de las mujeres. La cuarta ola del feminismo español rechaza de manera explícita la teoría individualista promulgada por los teorizadores queer. Los principios de esta ola en este periodo ya se habían iniciado en Latinoamérica, Polonia y Argentina. Parte de este deseo global de actuar, particularmente en el contexto polaco, surgió de la IV Conferencia Mundial de Mujeres de Beijing de 1995.
Durante los siguientes cinco años, la cobertura del tema de la violencia contra mujeres continuaría en los medios de comunicación. En el caso Tani, una mujer obtuvo el indulto frente a una sentencia de prisión en octubre de 2000 tras haber matado a su marido abusador. Este caso dio lugar a un debate nacional acerca de la violencia de género. El presidente de Castilla-La Mancha José Bono tomó parte en el debate al sugerir que el gobierno regional debería publicar una lista de todos los hombres condenados por matar a sus novias y mujeres como medio para proteger a otras mujeres. Él siguió planteando la cuestión en los medios de comunicación hasta enero de 2001.
La Ley Orgánica de Medidas de Protección Integral contra la Violencia de Género se convirtió en el principal foco de atención para muchas feministas españolas en este periodo temprano, marcando otro momento importante en esta ola. El recién elegido presidente del PSOE José Luis Rodríguez Zapatero hizo de la aprobación de esta ley una de sus primeras prioridades legislativas. La ley fue aprobada unánimemente por el Congreso de los Diputados. Las feministas afrontaron un importante movimiento de rechazo como consecuencia de la aprobación de la ley en 2004 por los hombres que apoyaban el sistema patriarcal que fomenta este tipo de asesinatos.
Otra importante ley aprobada en aquel momento fue la Ley para la igualdad efectiva de mujeres y hombres de 2007. Algunas feministas españolas de la cuarta ola comenzaron a rechazar acontecimientos tales como el Día Internacional del Orgullo LGBT, en la creencia de que es una mercantilización más del cuerpo de la mujer, utilizadas para comercializar acontecimientos de consumo capitalista a la vez que sirven para arraigar el patriarcado.
Las redes sociales han tenido un efecto amplificador a medida que la cuarta ola del movimiento feminista de comenzó a crecer. 2018 sería el año en el que la cuarta ola del feminismo llegó a la cumbre en España, Argentina y Brasil a raíz de un número de factores diferentes, que movilizaron a las mujeres a gran escala y las impulsaron a tomar a las calles. La movilización de las mujeres desafió por primera vez al poder judicial en España, mientras que en olas anteriores el foco había estado más bien en el liderazgo político y en la legislatura. La ola en España también afrontaría un reto importante, incluyendo la aparición de Vox, un partido político de extrema derecha que consiguió un gran número de diputados en Andalucía. Vox se opone a la ley contra la violencia de género y quiere que se derogue. La movilización ha tenido el efecto colateral de poner al feminismo en primera línea y como centro del debate de las elecciones generales españolas de 2019, con las feministas en abierta oposición al machismo promovido por Vox. Antes de las elecciones generales españolas de 2019, la extrema derecha representada por Vox quería derogar la Ley Orgánica 1/2004. El partido Ciudadanos había defendido lo mismo en 2015, pero a la vista de la movilización generada por la cuarta ola del feminismo en 2018, cambió su enfoque y pasó a apoyar la Ley Orgánica 1/2004.

### Marta del Castillo
La sevillana Marta del Castillo, de 17 años, desapareció el 24 de enero de 2009. Su desaparición atrajo la atención de los medios de comunicación nacionales. Para el 29 de enero, sus amigos, compañeros de clase, vecinos y muchos desconocidos se habían movilizado en las redes sociales solicitando información para localizarla y creando montajes para recordarla. Un vídeo subido a la red social Tuenti recibió 10.000 visitas en pocos días. La policía trabajaba con varias hipótesis, incluida la de que la chica hubiera huido voluntariamente. Las mujeres en Sevilla tomaron las calles por el asesinato de Marta del Castillo. El 31 de enero, una protesta sobre la desaparición de Del Castillo en Sevilla llegó a congregar a unas 2.000 personas. El 4 de febrero de 2009, la policía confirmó que la víctima no había desaparecido voluntariamente. Tres días más tarde, el sábado 7 de febrero de 2009, se volvió a convocar una manifestación. El número de personas congregadas aumentó a unas 3.000, reclamando al gobierno que aumentara el número de efectivos asignados al caso. Los seguidores empapelaron la ciudad con carteles con la foto de Del Castillo. Una semana más tarde, la policía arrestó su exnovio, Miguel Carcaño, de 19 años, que confesó haber asesinado a del Castillo durante una pelea golpeándola con un cenicero y posteriormente, con la ayuda de un amigo, haber lanzado su cuerpo al río Guadalquivir. 
Al día siguiente, la novia de 14 años de Carcaño, Rocío, apareció en la televisión para hablar sobre su relación con él y los abusos que había sufrido. Al día siguiente, la fiscalía decidió iniciar acciones en contra de Rocío, alegando que al haber difundido públicamente los abusos sufridos a manos de Carcaño, había causado un "irreparable daño" al caso de Del Castillo. El 18 de febrero de 2009, el fiscal jefe de Sevilla solicitó al juez que cerrara la página de tributo creada en Tuenti. Al mismo tiempo, la presencia de Carcaño en Tuenti también fue cancelada. La gente volvió a la calle el 21 de febrero de 2009, pidiendo esta vez al gobierno que aumentara las penas para este tipo de asesinatos. Tres días más tarde, el padre de Del Castillo fue a Madrid a reunirse con el primer ministro José Luis Rodríguez Zapatero, solicitándole una modificación legal para conseguir que los delitos por violencia de género fueran sancionados con cadena perpetua. Rodríguez Zapatero dijo que consideraría el tema, pero rechazó la idea de cadena perpetua.
El 27 de febrero de 2009, el Consejo Audiovisual de Andalucía denunció el tratamiento de las víctimas por parte de los medios de comunicación, citando en particular la cobertura llevada a cabo por Telecinco y Antena 3. Al día siguiente, la petición para que el asesinato fuera sancionado con cadena perpetua había conseguido 50.000 firmas. A principios de marzo, los padres de Del Castillo dijeron que los montajes en línea sobre su hija jugaban una función importante en mantener la memoria de su hija. También en ese momento, el Senado, a propuesta del nuevo ministro de Justicia Francisco Caamaño, descartó cambios en el código penal para incluir la cadena perpetua como potencial condena por asesinato. Carcaño comenzó a rectificar su declaración sustancialmente.
El 24 de enero de 2012 se convocaron manifestaciones en más de 40 ciudades españolas así como en Múnich, Alemania. Celebraban la sentencia a 20 años de prisión para Carcaño, sentencia frente a la que se apeló. El 24 de enero de 2019, unas 4.000 personas volvieron a tomar las calles de Sevilla en memoria de Marta del Castillo, diez años después de su desaparición. Acudió gente de varias ciudades y comunidades autónomas en España, algunos de los cuales era familiares de mujeres que también habían sido victimizadas de manera similar. Durante la protesta, la familia del Castillo reclamó la repetición del juicio contra el acusado. El ministro del Interior del Partido Popular y anterior alcalde de Sevilla Juan Ignacio Zoido estuvo entre los participantes en aquella manifestación. El portavoz de Vox en el Parlamento andaluz Francisco Serrano también participó. La madre de Sandra Palo, María del Mar Bermúdez, también participó en la manifestación.

### Tren de la Libertad
Las mujeres volvieron a las calles para protestar contra el anuncio por parte del ministro de Justicia del Partido Popular Alberto Ruiz-Gallardón de su intención de cambiar las leyes de aborto de España. La propuesta de Gallardón habría limitado la libertad de las mujeres para poder abortar legalmente. Los cambios propuestos habrían permitido abortar únicamente en los casos en los que embarazo fuera consecuencia de una violación o cuándo la salud física o mental de la madre estuviera en peligro. Habría derogado la parte de la ley que permitía a las mujeres abortar sin necesidad de justificarlo durante las primeras catorce semanas de su embarazo. Las personas que se oponían a la propuesta consideraban que la ley existente otorgaba a las mujeres autonomía y libertad de consciencia. Caracterizaron a Gallardón como "cínico" y "malévolo".
El Tren de la Libertad fue una iniciativa feminista. Entre las organizadoras estaba la organización feminista asturiana, Les Comadres. El tren partió de Gijón el 31 de enero de 2014 llegando a Madrid el 1 de febrero de 2014 a las 12 a la estación de Atocha. De allí, las manifestantes fueron hasta el Congreso de Diputados. La iniciativa se hizo tan popular entre las feministas españolas que el tren no fue suficiente, y muchas mujeres tuvieron que buscar alternativas de transporte para acudir a la manifestación. Muchos hombres y mujeres se unieron a la protesta desde Madrid y otras ciudades españolas para mostrar su desacuerdo con los cambios propuestos. Así hubo grupos llegados desde Asturias, Andalucía, las Islas Canarias, Cataluña, la Comunidad Valenciana, Castilla-La Mancha, Extremadura, Galicia, Murcia, el País Vasco y Francia. En las redes sociales se utilizó el hashtag #mibomboesmio. Durante las manifestaciones, hubo enfrentamientos con la policía que reaccionó con violencia y golpeó a algunas mujeres.
Un manifesto, escrito por la filósofa feminista y miembro del grupo Les Comadres Miyares, publicado por el colectivo que impulsaba el tren decía, entre otras cosas, que "La maternidad se protege de la siguiente manera: con información, con educación, con una sanidad para todas/os, pudiendo acceder a una formación reglada, al empleo, a la economía, a salarios justos y empleos dignos y a puestos de responsabilidad". La portavoz de Les Comadres Begoña Piñero dijo sobre la marcha prevista, "Las mujeres somos libres y estamos preparadas para decidir cuando queremos ser madre". 
La propuesta de Gallardón fue un desastre político para el Partido Popular. Tres años de debates tratando de apaciguar a los más conservadores dentro de sus filas terminaron sin cambios reales en la ley, mientras que consiguieron encender y alinear los partidos de centro e izquierda. El primer ministro Mariano Rajoy finalmente obtuvo la dimisión de Gallardón. Rajoy calculó mal al dejar a Gallardón que liderara esta iniciativa, frente a la ministra de Salud e Igualdad Ana Mato. Algunas personas dentro del Partido Popular señalarían más tarde que Rajoy había provocado el fracaso de Gallardón con vistas a asegurar su propio liderazgo al deshacerse de un potencial contendiente.

### Marcha Estatal contra las Violencias Machistas
El 7 de noviembre de 2015, ante la proximidad del Día Internacional de la Eliminación de la Violencia contra la Mujer, Madrid fue la anfitriona de la primera protesta celebrada en el país contra la violencia sexista. En 2018, mujeres de cuarenta ciudades diferentes participaron en marchas en contra de la violencia de género. Durante la marcha las mujeres reclamaron la abolición de la prostitución que castiga a la mujer, y que no se legalizaran los vientres de alquiler, que no son más que la puesta a disposición del útero femenino para ser alquilado. La marcha se inspiró en la del 8-M de ese mismo año, señalando que 44 mujeres habían sido asesinadas por sus compañeros en lo que iba de año. Entre los manifestantes hubo mujeres jóvenes, grupos estudiantiles, sindicatos, pensionistas y miembros de colectivos feministas. Vestidas de morado, las mujeres protestaron en Barcelona, Sevilla, Santiago, Zaragoza, Madrid, Bilbao, Mérida, Badajoz, Cáceres, Logroño, Las Palmas, Tenerife y Mallorca. En Madrid, las manifestantes reclamaban al gobierno que cumpliera sus promesas de 2018 sobre el Pacto de Estado contra la Violencia de Género que propuso el gobierno del PSOE dirigido por Pedro Sánchez. También reclamaban que se implementaran en España la Convención de Estambul (acuerdo europeo sobre violencia de género) y las recomendaciones de la Convención sobre la Eliminación de Todas las Formas de Discriminación contra la Mujer (CEDAW). Las manifestantes condenaron las sentencias judiciales, gritando eslóganes o llevando pancartas de apoyo a la víctima de La Manada. También se condenaban los vientres de alquiler, con gritos de, "los niños no se compran, mi vientre no se alquila". La Presidenta del Foro de Madrid contra la Violencia Lourdes Hernández explicó algunos de los asuntos contra los que se protestaba "Hemos sacado por primera vez el tema de que nuestro cuerpo no sea mercantilizado, no queremos vientres de alquiler, prostitución ni pornografía". En la misma línea otra manifestante, Marta Albarrán señalaba, "Estamos en contra de que exista el mercado de las mujeres, la prostitución. No somos un trozo de carne que se pueda comprar". La secretaria de Igualdad de UGT Madrid Ana Sánchez recordaba durante la protesta, "hace 40 años se aprobó una Constitución que en su artículo 14 dice que somos iguales y es una mentira. A las mujeres nos matan, abusan de nosotras, mercantilizan nuestro cuerpo, venden nuestros vientres. En el trabajo, estando mucho más preparadas que los hombres, tenemos peores condiciones, peores contratos, peores salarios"- Feministas lesbianas y gitanas también acudieron a la protesta, para que no se olvidaran tampoco sus reivindicaciones. Unas 12.000 mujeres participaron en la marcha en Sevilla. Más de 2.000 mujeres se congregaron en Mallorca.

### Diana Quer
Diana Quer era una adolescente de Madrid, que estaba visitando Puebla del Caramiñal y que acudió a las fiestas del pueblo el 22 de agosto de 2016. A la vuelta al lugar en el que se alojaba con su familia, se perdió, informando su madre enseguida de su desaparición. Poco después de que se hiciera pública la noticia de su desaparición, las feministas volvieron a tomar las calles y acudieron a las redes sociales para denunciar la naturaleza machista del presunto delito.
El 7 de abril de 2018 tuvo lugar una protesta en Madrid, empezando en la Puerta del Sol a las 11:00 de la mañana, que se dirigió hacia Plaza de Cibeles y terminó frente al Congreso de los Diputados. Fue impulsada por la hermana de Diana Quer, Valeria Quer, que hizo una llamada en los siguientes términos: "Necesito vuestro apoyo, vamos a hacerlo entre todos. Porque, de un día para otro a mi hermana la asesinaron y como me pasó a mí os puede pasar a cualquiera. Luchemos por una sociedad más segura. Os necesito" Valeria Quer más tarde se uniría a otras protestas, como la relativa al caso de La Manada, en apoyo de la justicia judicial para víctimas del machismo y de la violencia sexista.
En 2019 las feministas lucharon para que los asesinatos con víctimas como Diana Quer fueran consideradas oficialmente como violencia de género; su asesinato no era considerado como tal por el hecho de que el hombre que lo cometió era un desconocido. Las feministas se mostraban muy críticas con la cobertura de los medios de comunicación sobre el asesinato de Diana Quer, citando casos en los que los medios de comunicación se centraban más en el vestido que llevaba puesto Quer, su comportamiento hacia los hombres de su vida o el divorcio de sus padres en vez de centrarse en la naturaleza brutal y machista de su asesinato.

### 8 de marzo (Día Internacional de la Mujer)

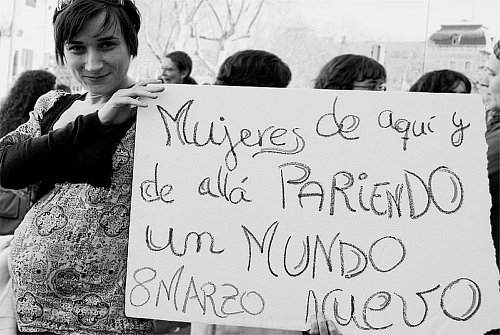
Manifestante feminista en una protesta en Madrid, España, 8 de marzo de 2009. Día internacional de la mujer.

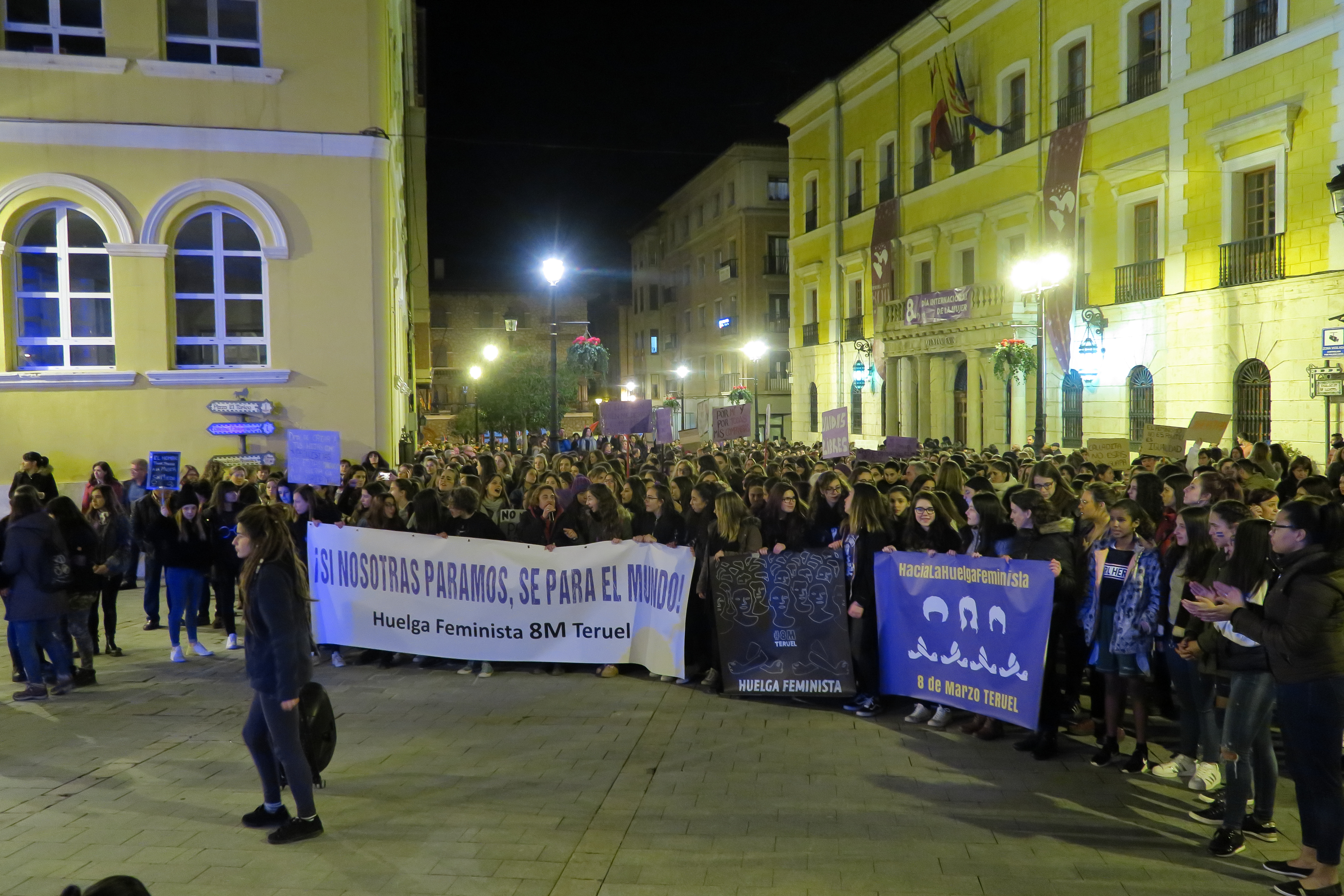
Día Internacional de la Mujer 2018. Protesta en Teruel.

La cuarta ola se hizo visible como movimiento social más amplio debido al 8 de marzo, el Día Internacional de la Mujer. Las marchas del día internacional de la mujer son comparables internacionalmente con eventos como la marcha de las mujeres de enero de 2017 en Washington D. C. en contra Donald Trump. Según Juana Gallego, codirectora del Observatori por la Igualtat de la Universidad Autónoma de Barcelona, el 8-M es una herramienta importante para tratar de evitar la fragmentación que define la cuarta ola. Es una oportunidad para todas las feministas de unirse en la lucha. El movimiento no suele invitar a los hombres a sus marchas. Esto es porque, según Anabel Sanz parte de Feminista Alde!, "No les necesitamos para manifestarnos" [...] "les necesitamos para compartir los cuidados, para confrontar las actitudes machistas cotidianas, para renunciar a sus privilegios". La filósofa política Jule Goikoetxea Mentxaka, explica que para que exista igualdad "es necesario que existan espacios no mixtos", donde "las mujeres, en este caso, puedan empoderarse y organizarse para llegar a ser un sujeto político, como ya lo son los hombres" Nerea Gómez, coordinadora de Ladies, Wine & Design, recuerda unas palabras de la activista Kelly Temple: "Los hombres que quieren ser feministas no necesitan que se les dé un espacio en el feminismo. Necesitan coger el espacio que tienen en la sociedad y hacerlo feminista". Como recuerda Gómez, "carece de sentido que el sexo privilegiado le diga al sexo sometido cómo debe liberarse".
El 8 de marzo de 2018 marcó un hito importante para la cuarta ola del feminismo español, incluso antes de que llegara el día en cuestión. Mujeres de toda España acudieron a los espacios públicos y los reclamaron. Aunque no generó un cambio inmediato, el día es importante porque marca el inicio de un proceso lento de cambio en sociedad española. #DíaInternacionalDeLaMujer es uno de los principales hashtags que se utilizaron. #AnaOrantes es otro de los hashtags utilizado por las mujeres ese día para llamar la atención sobre la violencia de género en España. Las huelgas han sido una herramienta históricamente importante para las feministas. Algunas de las feministas de la cuarta ola como Yolanda Besteiro se refiere a ejemplos como la sentada de las mujeres de Islandia de 1975 como fuente de inspiración. Aquella huelga demostró que tener a las mujeres sin trabajar hace su trabajo visible. El objetivo de la huelga del 8-M era similar, demostrar que sin mujeres, el mundo se para.
El 8 de marzo de 2019, las mujeres españolas convocaron su segunda huelga general como parte de la celebración del Día Internacional de la mujer. La movilización de las mujeres en España en 2019 llegó a la primera página no solo de los periódicos españoles, sino de los periódicos y programas televisivos del mundo entero.

### La Manada

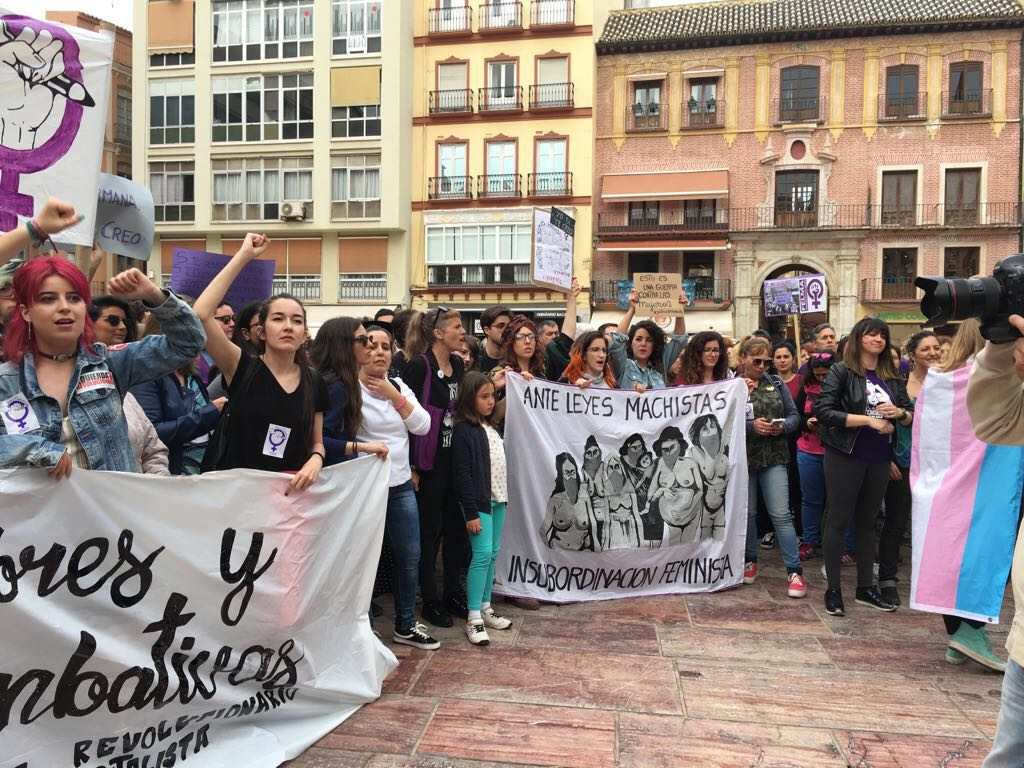
Plaza de la Constitución de Málaga con mujeres que protestan por la sentencia de "La Manada"

El caso de la Manada ha sido uno de los acontecimientos más importantes para la cuarta ola del feminismo español. El hashtag #Yositecreo surgió de este movimiento. Supuso uno de los hitos fundamentales de la ola, y el debate tuvo lugar en un contexto internacional junto a otras iniciativas como #metoo, #TimesUp y las historias de las mujeres sobre Harvey Weinstein. También se integra con el movimiento feminista hispánico, y el argentino #Miracomonosponemos. La rabia feminista había ido creciendo en España durante mucho tiempo en torno al trato hacia las mujeres y la violencia.
El caso de La Manada se refiere a unos hechos en los que un grupo de hombres fueron acusados de abusar sexualmente y violar una mujer joven de Madrid durante los Sanfermines en Pamplona. El poder judicial no condenó las acciones de los agresores de La Manada por violación si no por el delito más leve de abuso sexual. A pesar de que la mujer fue violada múltiples veces por los hombres del grupo, uno de los jueces planteó un relato narrativo alternativo sobre el que construyó su propia verdad. Solicitando en un voto particular que los hombres fueran puestos en libertad por considerarlos inocentes, el juez señaló que él solo veía a una mujer practicando «actos sexuales en un ambiente de jolgorio y regocijo». La sentencia judicial salió publicada el 26 de abril de 2018.
En Madrid se celebraron varias manifestaciones para condenar la gestión judicial del caso. Solían seguir una ruta conocida, comenzando en la Puerta del Sol, nutriéndose de personas y dirigiéndose por la Gran Vía hacia el Ministerio de Justicia situado en la Calle de San Bernardo.
Las manifestaciones contra la sentencia del caso de La Manada tuvieron lugar en abril de 2018. Una de ellas tuvo lugar frente al Ministerio de Justicia, con mujeres gritando "fuera machistas de los juzgados" y condenando la naturaleza patriarcal de la sentencia. La protesta fue organizada por el Sindicato de Estudiantes, y coincidió con una huelga estudiantil. La portavoz del Sindicato de Estudiantes Ana García dijo durante la protesta, "El mensaje ha sido muy claro, y es que la juventud se ha movilizado contra la injusticia patriarcal que supone la sentencia de 'La Manada' y que la lucha contra el machismo no está en el Parlamento ni en las instituciones sino en la movilización de miles de mujeres y jóvenes." Valeria Quer llevó una pancarta que decía, "Mi hermana no está aquí porque es víctima de violencia machista".

### Protestas frente al poder judicial
Una de las cuestiones que caracteriza esta ola feminista española frente a otras olas es que se trata de la primera vez que las mujeres se movilizan para condenar el sexismo institucional del poder judicial español. Las olas anteriores se habían centrado en tener acceso a la esfera política. Las feministas creen que multitud de sentencias han socavado la legitimidad del poder judicial cuando se trata de su capacidad para proteger a las mujeres sometidas a violencia ejercida contra ellas por los hombres.
La presión social de las feministas contra el poder judicial tuvo como resultado que 750 magistrados españoles presentaran una queja ante el Consejo Consultivo de Jueces europeos. Entendían que la presión social en España, a raíz del fallo del tribunal en el caso de La Manada, había generado un clima en el que sentían que podrían ser sometidos a linchamiento público y en el que la independencia judicial estaba amenazada.

## Redes sociales
La cuarta ola del feminismo utiliza varias plataformas digitales tales como YouTube, Twitter, Instagram, Facebook y blogs personales. Hace además buen uso de la tecnología. Las redes sociales juegan una función clave en generar interés sobre el feminismo y animar al activismo en España. Un problema de la cuarta ola del feminismo es que invita al activismo de salón. La colaboración y el afrontar la hipocresía del feminismo individualista serán claves a la hora de rechazar el activismo de salón en España.

### Twitter
El uso de etiquetas concretas se considera como algo importante para los movimientos por cuanto facilita la comunicación entre activistas. Según Isabel Mastrodoménico, "este desembarco masivo nos está permitiendo conocer los mecanismos para poner en marcha el cambio. [...] Es muy importante dejar claro que son mecanismos de comunicación conjuntos que nos han robado. Te reconoces en la otra persona y te manifiestas conjuntamente. De ahí la utilidad de estas etiquetas. La conciencia de clase existe hasta que la borras. La conciencia de género directamente no existía". La diputada de Podemos Ángela Rodríguez explica la importancia de hashtags como parte de las instituciones feministas, "Entre otras cosas, porque muchas veces los vivimos como mujeres en primera persona. Yo he publicado tuits con todos esos hashtags sin ir más lejos". Señala además que ayudan a la hora de establecer prioridades legislativas, "Es inevitable. Tenemos como prioridad absoluta terminar nuestra ley de libertades sexuales y contra las violencias sexuales; porque mucho de lo que hablan esos hashtags es de la impunidad en estos casos", [...] "Celebramos el giro que en los últimos años ha conseguido la politización de muchas mujeres en primera persona a través de las redes y del feminismo. Esto es una revolución, una quinta ola feminista que tiene su primer impulso en estos hashtags y en España".
| Hashtag                    | A que se refiere el hashtag |
| -------------------------- | --- |
| #1000Motivos               | La huelga del Día internacional de la mujer. |
| #8DiasDeRevoltaFeminista   | La huelga del Día internacional de la mujer. |
| #8DiasDeRevuelta           | La huelga del Día internacional de la mujer.. |
| #8M                        | El día internacional de la mujer. |
| #8M2019                    | El día internacional de la mujer. de 2019. |
| #8MhuelgaFeminista         | Los preparativos para la huelga del Día internacional de la mujer.                                                                                       |
| #AnaOrantes                | Conmemoración del asesinato de Ana Orantes en diciembre de 1977 a manos de su exmarido.                                                                  |
| #BastaDeFeminicidios       | Denuncia de la Violencia sexista, y en particular de los asesinatos de mujeres.                                                                          |
| #BastaDeViolencia          | Denuncia de la violencia sexista. |
| #BastaYa                   | Denuncia de la violencia sexista y exigencia de que acabe.                                                                                               |
| #CifraDeLaVergüenza        | El número de mujeres asesinadas por violencia sexista |
| #Cuéntalo                  | Etiqueta para identificar a las mujeres que trabajan unidas en contra de la agresión sexual y la violencia sexista. Implusado por Cristina Fallarás.     |
| #DiaInternacionalDeLaMujer | El día internacional de la mujer. |
| #DianaQuer                 | Para dar voz al debate sobre el caso de Diana Quer y El Chicle, el secuestro y asesinato de la mujer joven.                                              |
| #ElChicle                  | Amplificando conversación sobre el caso de Diana Quer y El Chicle, el secuestro y asesinato de la joven.                                                 |
| #Feminicidio               | Asesinatos de mujeres por violencia sexista. |
| #Feminismo                 | El hashtag feminista general que hace referencia a muchos aspectos de feminismo.                                                                         |
| #FolgaFeminista            | La huelga de Día internacional de la mujer en Galicia.                                                                                                   |
| #GrebaFeminista            | La huelga de Día internacional de la mujer en el País Vasco.                                                                                             |
| #grebafeministarantz       | La huelga de Día de las mujeres Laborables internacionales en el País Vasco.                                                                             |
| #HaciaLaHuelgaFeminista    | Preparación para la huelga general del Día internacional de la mujer.                                                                                    |
| #HaySalida                 | Mensaje de esperanza para víctimas de la violencia sexista.                                                                                              |
| #hermanayotecreo           | Mensaje para manifestar que se creía a la mujer que dijo haber sido violada por La Manada.                                                               |
| #HuelgaFeminista8M         | Preparación para la huelga general del Día internacional de la mujer.                                                                                    |
| #LaManadaAndaSuelta        | Mensaje para manifestar que se creía a la mujer que dijo haber sido violada por La Manada.                                                               |
| #LasEstudiantesParamos     | Preparación para la huelga de estudiantes del día internacional de la mujer.                                                                             |
| #LasFeministasQueremos     | Etiqueta para identificar a las mujeres que trabajan unidas en contra de la agresión sexual y la violencia sexista. Implusado por Isabel Mastrodoménico. |
| #M8GrebaFeminista          | La huelga del Día internacional de la mujer. |
| #MarchaDeMujeres           | Las protestas de Día internacional de la mujer. |
| #mibomboesmio              | Utilizado para expresar oposición a leyes de aborto propuestas en España en 2014.                                                                        |
| #MiVelloMisNormas          | Contra la presión a las mujeres para que se depilen. Promovido por Amatista.                                                                             |
| #MujeresEnLucha            | Actos de protesta alrededor del día internacional de la mujer.                                                                                           |
| #NiUnaMás                  | Denuncia contra la violencia sexista y exigiendo que acabe.                                                                                              |
| #NiUnaMenos                | Iniciativa global para denunciar la violencia sexista. Se hizo global.                                                                                   |
| #NoEsNo                    | Respuesta a la sentencia del caso La Manada. |
| #NosotrasParamos           | Preparación para la huelga del día internacional de la mujer.                                                                                            |
| #NosotrasParamos           | Preparación para la huelga exclusiva de mujeres del día internacional de la mujer.                                                                       |
| #NoViolenciaContraLaMujer  | Denunciando la violencia sexista. |
| #PorEllas                  | Apoyo a las mujeres asesinadas víctimas de la violencia sexista                                                                                          |
| #STOPMutilación            | Campaña contra la ablación femenina. |
| #TodosSomosEllas           | Apoyo a las víctimas de violencia sexista. |
| #VagaFeminista             | Coordinación de la asamblea para la huelga del día internacional de la mujer en Barcelona.                                                               |
| #ViolenciaDeGénero         | Cualquier cuestión relacionada con la violencia de género y el sexismo.                                                                                  |
| #VivasNosQueremos          | Iniciativa global para denunciar la violencia sexista. Se ha hecho global.                                                                               |
| #YoSiTeCreo                | Respuesta a la sentencia del caso de La Manada. |
| #SeAcabó                   | Denunciando la violencia sexista del caso Rubiales |

#### Estadísticas de los Hashtags
En solo ocho días, la etiqueta #Cuéntalo fue utilizada 3,5 millones de veces. En comparación con los 17,5 millones de usos de #MeToo en el curso de un año.
| Semana                                       | Hashtag                    | Tweets |
| 7–14 de diciembre de 2017                    | #NiUnaMenos                | 10232  |
| 7–14 de diciembre de 2017                    | #AnaOrantes                | 2303   |
| 7–14 de diciembre de 2017                    | #NoViolenciaContraLaMujer  | 160    |
| 14–21 de diciembre de 2017                   | #NiUnaMenos                | 4255   |
| 14–21 de diciembre de 2017                   | #CifraDeLaVergüenza        | 490    |
| 14–21 de diciembre de 2017                   | #PorEllas                  | 1158   |
| 28 de diciembre de 2018 - 4 de enero de 2018 | #NiUnaMenos                | 6938   |
| 28 de diciembre de 2018 - 4 de enero de 2018 | #BastaYa                   | 3278   |
| 28 de diciembre de 2018 - 4 de enero de 2018 | #NiUnaMás                  | 5619   |
| 4–11 de enero de 2018                        | #NiUnaMenos                | 9783   |
| 4–11 de enero de 2018                        | #DianaQuer                 | 8205   |
| 4–11 de enero de 2018                        | #ElChicle                  | 766    |
| 11–18 de enero de 2018                       | #NiUnaMenos                | 7767   |
| 11–18 de enero de 2018                       | #Feminismo                 | 6097   |
| 11–18 de enero de 2018                       | #ViolenciaDeGénero         | 3703   |
| 18–25 de enero de 2018                       | #NiUnaMenos                | 9087   |
| 18–25 de enero de 2018                       | #Feminicidios              | 1492   |
| 18–25 de enero de 2018                       | #NiUnaMás                  | 2868   |
| 25 de enero de 2018 - 1 de febrero de 2018   | #NiUnaMenos                | 9155   |
| 25 de enero de 2018 - 1 de febrero de 2018   | #MarchaDeMujeres           | 46     |
| 25 de enero de 2018 - 1 de febrero de 2018   | #MujeresEnLucha            | 37     |
| 1–8 de febrero de 2018                       | #NiUnaMenos                | 20970  |
| 1–8 de febrero de 2018                       | #BastaDeFeminicidios       | 5      |
| 1–8 de febrero de 2018                       | #BastaDeViolencia          | 597    |
| 8–15 de febrero de 2018                      | #NiUnaMenos                | 8626   |
| 8–15 de febrero de 2018                      | #TodosSomosEllas           | 1580   |
| 8–15 de febrero de 2018                      | #HaySalida                 | 1269   |
| 15–22 de febrero de 2018                     | #NiUnaMenos                | 14146  |
| 15–22 de febrero de 2018                     | #HaciaLaHuelgaFeminista    | 10242  |
| 15–22 de febrero de 2018                     | #NosotrasParamos           | 4538   |
| 22 de febrero - 1 de marzo de 2018           | #NiUnaMenos                | 9595   |
| 22 de febrero - 1 de marzo de 2018           | #8MhuelgaFeminista         | 9218   |
| 1–8 de marzo de 2018                         | #NiUnaMenos                | 14845  |
| 1–8 de marzo de 2018                         | #HuelgaFeminista8M         | 4622   |
| 1–8 de marzo de 2018                         | #LasEstudiantesParamos8M   | 653    |
| 8–15 de marzo de 2018                        | #NiUnaMenos                | 34886  |
| 8–15 de marzo de 2018                        | #NosotrasParamos           | 26907  |
| 8–15 de marzo de 2018                        | #DiaInternacionalDeLaMujer | 17672  |